# تشارلز فيرغسون سميث
تشارلز فيرغسون سميث (بالإنجليزية: Charles Ferguson Smith)‏ هو ضابط أمريكي، ولد في 24 أبريل 1807 في فيلادلفيا في الولايات المتحدة، وتوفي في 25 أبريل 1862 في سافانا في الولايات المتحدة.

## وصلات خارجية
- تشارلز فيرغسون سميث على موقع إن إن دي بي (الإنجليزية)